# Culinária do Azerbaijão

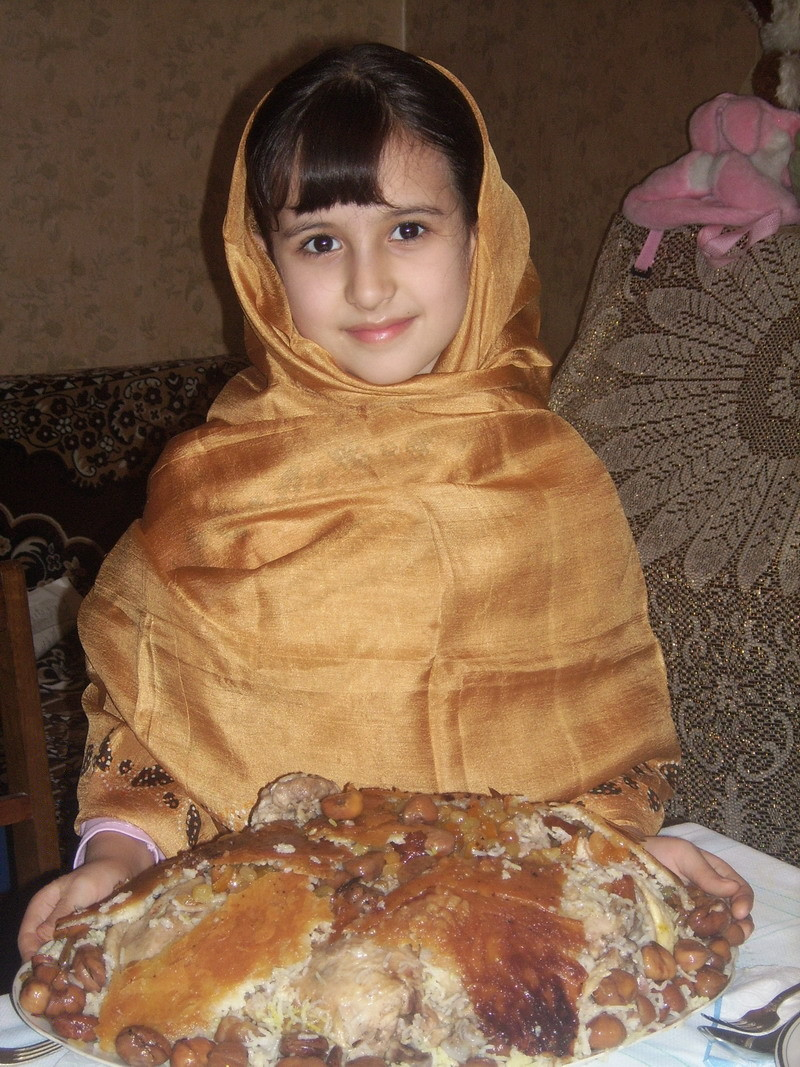
Menina azeri com um prato de plov

favorável às culturas e por explorar os peixes do mar Cáspio, de que o caviar branco é um importante produto de exportação.
O plov ("pulau" ou "pilafe") é muitas vezes considerado o prato nacional, mas uma outra família de pratos com grande variedade são as sopas, de que uma delas (que também não é exclusiva deste país), a piti pode ser considerada um símbolo da culinária azeri; muitas sopas têm iogurte como base, como a dovga que, por vezes é servida no final duma refeição.
No entanto, esta é normalmente terminada com frutas, doces ou chá preto e um tipo de restaurante muito popular é a "chayhana", ou "casa-de-chá".

## Tradição e ingredientes
Uma refeição azeri começa tradicionalmente com um prato de verduras aromáticas, como hortelã, endro, salsa, aipo, estragão, manjericão, sálvia e tomilho, chamado “goy”, acompanhado por chorek, o pão típico do Azerbaijão, uma salada de tomate e pepino, malagueta, coentro e manjericão, “qatik” (iogurte) e “pendir” (queijo). Os temperos principais são “duz” (sal), “istiot” (pimenta) e “sumah” (ou "sumac", em português, sumagre, um tempero adocicado, vermelho escuro, com um sabor de flores).
No entanto, quando há visitas, a refeição começa com o chá, um símbolo de hospitalidade, servido com doces e muitas vezes temperado com vários condimentos, como folhas ou flores secas de sálvia, cravinho e cardamomo e, por vezes, com água de rosas.
O ingrediente principal na cozinha é a carne de carneiro, embora haja também pratos de carne de vaca, aves e carne moída, assim como de peixe, principalmente o esturjão. Os condimentos típicos incluem o açafrão, a canela, o anis, a malagueta, o louro e o coentro fresco, mas os vegetais frescos, como a beringela, o tomate, o pimentão (“byber”), as couves, a azeda (Rumex acetosa), o espinafre, o rabanete, a beterraba, a cebola e o feijão verde são igualmente importantes. O limão, as azeitonas, o leite e seus derivados, e ingredientes como abgora (sumo de uvas verdes), azgilsharab, narsharab, ameixas, elbukhara, gora, kizil-akhta, kuraga (damascos secos), lavashana e sumagre são também muito usados para melhorar o sabor e aroma da comida.
Muitos pratos, como a sopa piti, são servidos em louça tradicional, onde o próprio prato é preparado. As saladas estão sempre presentes, incluindo salada de caviar ou de peixe, e os picles de alho, malagueta, beringela, khyafta-bedjar, cebola com sloe, uvas e tomates. As sopas são uma parte importante da refeição azeri e muitas têm iogurte como base, como a dovga, ovdukh, dogramach, firm, sudlu syiig, kelekosh e bolva; outras são baseadas em carne, como kufta-bozbash (uma "importação" da culinária da Arménia), shorba, e khamrashi (sopa de macarrão com galinha ou com almôndegas de carne). Muitas vezes, as sopas são comidas em duas etapas: primeiro, come-se o caldo e depois as carnes, normalmente acompanhadas com pão ou arroz (o plov). Além das sopas, outros “primeiros pratos” populares são sulu-khingal, gurza e dushbara (pasteis cozidos de borrego).
Existem cerca de 40 receitas de plov, tais como "kaurma-plov" (com carneiro guisado), "sabza kaurma" (com carneiro guisado e vegetais), "toyug-plov" (com galinha), "shirin-plov" (com frutos doces secos), "sudlu-plov" (arroz cozido em leite) e outros. Também existem muitas receitas de shashlik (espetadas), dependendo do tipo de carne e também várias de kebab, que são espetadas de almôndegas. Para além destas receitas, existem outros pratos típicos, como khashil, (khingal com carne), suzma khingal, yarpag khingal, kutaby, chudu e outros. Os pratos de peixe incluem shashlik de esturjão, de "kutum" (outra espécie de peixe), balyg chygyrtma, peixe recheado, cozido, frito e guisado, plov de peixe, incluindo o de esturjão-estrelado, e balyg mutyanjan.
Qualquer refeição termina com um prato doce, como firni, sudzhug, tarakh, kuimag, shakar-churek e cur-abje. Shakarbura são uns pasteis com a forma de rissois recheados de amêndoa ou avelã moídas, açúcar e cardamomo e assados no forno; são considerados um símbolo do Novruz, a mais antiga festa dos azeris, que significa "O novo dia", ou seja, uma nova colheita, normalmente celebrada no equinócio de Março, quando termina o inverno. Outros doces populares são pakhlava, a versão azeri da baklava, que não usa a massa folhada, peshmek (ou "peshmak" doces em forma de tubo feitos com arroz, farinha e açúcar), terkhalva e gyrmabadam.
Depois do chá (“chay”), que é bebido em pequenos copos em forma de tulipa, normalmente com açúcar, mas sem leite, as bebidas mais populares são os sorvetes de limão, açafrão, hortelã, manjericão e de vários frutos; na região de Shaki, faz-se um sorvete especial com água-de-rosas, “Ovshale”; a água de rosas é também, por vezes, adicionada ao chá, além de canela (“darchin”) e gengibre. Ayran, uma espécie de iogurte ligeiramente salgado, é também uma bebida popular. As principais marcas internacionais de refrescos estão disponíveis localmente e também são produzidos e comercializados sumos.
Apesar da população ser maioritariamente muçulmana e xiita, as bebidas alcoólicas não são desprezadas, com a vodka (“arag”) e a cerveja (“pivo”) a serem regularmente consumidas. Existe mesmo uma bebida destilada local, feita com amoras (“tut”) e chamada “tutovka”, que significa “beba com cuidado”. O vinho (“chahir”) local também é bebido e as marcas Ivanovka, Madrasa e Ipak Yolu são bem conhecidas; o vinho da Geórgia também é popular, assim como o "shampansky" (champagne) russo. Outra bebida alcoólica que se vende nas ruas é o kvas, uma cerveja de origem russa de fraco teor alcoólico, feita com pão de centeio fermentado.

## Seleção de pratos do Azerbaijão
- Balik – peixe, normalmente esturjão, grelhado na brasa e servido com um molho ácido de ameixa
- Dograma – uma sopa fria, feita de leite, batata, cebola e pepino, parecida com a russa okroshka
- Dolma – os rolos de couve (“kalam dolmasi”) ou folha de videira (“yarpaq dolmasi”) típicos do Levante, recheados com carne de carneiro moída e misturada com arroz e temperos, como hortelã, funcho e canela
- Dovga – uma sopa típica de iogurte, arroz, espinafre e funcho, servida quente
- Dusbara e gurza – a versão azeri dos manti, pasteis de massa de farinha recheados com carne de carneiro e ervas e cozidos
- Lavangi ou levengi – um recheio baseado em nozes utilizado em pratos feitos no forno (peixe ou galinha)
- Lyulya kabab – carne moída e temperada colocada em espetos e assada na brasa, geralmente servida com lavash, o pão folha originário da Arménia
- Piti – a sopa de carne e gordura de carneiro, grão-de-bico e açafrão, cozinhada no forno em panelas individuais de barro fechadas
- Plov – o pulau azeri, sempre ornamentado com açafrão, servido com guisados de carne, peixe e vegetais
- Qutab – pasteis fritos, recheados de carne ou vegetais
- Tika kabab – espetada de carne de carneiro marinada numa mistura de cebola, vinagre e sumo de romã, assada na brasa (também chamada “shashlik”, por causa da palavra russa “shashka”, uma espada